# Eduardo Vinícius de Lima Peters
Eduardo Vinícius de Lima Peters (6 de maio de 1977, Brasília, Distrito Federal) é um sacerdote católico brasileiro, atual Vigário-Geral da Arquidiocese de Brasília. Ordenado em 6 de dezembro de 2003, tem desempenhado diversas funções pastorais e acadêmicas na arquidiocese, incluindo a reitoria do Seminário Maior de Brasília e a direção da Faculdade de Teologia da Arquidiocese de Brasília (FATEO). É autor de obras sobre peregrinações e espiritualidade cristã.

## Formação e ordenação
Eduardo Peters nasceu em Brasília em 6 de maio de 1977. Ingressou no Seminário Maior Arquidiocesano de Brasília, onde concluiu o bacharelado em Filosofia (1997) e em Teologia (2001). Foi ordenado sacerdote em 6 de dezembro de 2003.

## Ministérios
Após sua ordenação, atuou como formador e ecônomo do Seminário Maior de Brasília por sete anos. Foi responsável pela pastoral vocacional da arquidiocese e ministrou aulas de Teologia Moral. Fundou e presidiu a Comissão Arquidiocesana de Bioética e Defesa da Vida, participando de debates sobre métodos naturais de planejamento familiar na Câmara dos Deputados.
De 5 de maio de 2013 a 28 de dezembro de 2015, foi pároco da Paróquia do Imaculado Coração de Maria, período em que também exerceu a função de vigário episcopal. Posteriormente, assumiu a reitoria do Seminário Maior de Brasília e a direção geral da Faculdade de Teologia da Arquidiocese de Brasília (FATEO). Atualmente, é administrador paroquial da Paróquia Mãe da Divina Misericórdia, membro do Conselho Econômico e do Colégio de Consultores da arquidiocese, além de defensor do vínculo no Tribunal Eclesiástico.
Em 22 de outubro de 2021, foi nomeado Vigário Geral da Arquidiocese de Brasília, função que exerce até o presente.

## Publicações
- Caminhos de São Paulo (2017): coletânea de informações sobre as viagens do Apóstolo Paulo, com dados históricos, culturais, bíblicos e turísticos dos locais visitados, fruto de peregrinações conduzidas pelo autor[8].
- Terra Santa (2018): obra dedicada a peregrinos interessados em conhecer os lugares sagrados da fé cristã[9].